# Акжайлау (Туркестанская область)
Акжайлау (каз. Ақжайлау) — село в Жетысайском районе Туркестанской области Казахстана. Входит в состав аульного округа Жолдасбая Ералиева. Код КАТО — 514439200.

## Население
В 1999 году население села составляло 159 человек (79 мужчин и 80 женщин). По данным переписи 2009 года, в селе проживали 173 человека (89 мужчин и 84 женщины).